# Jillebniusa
Jillebniusa är en sjö i Arjeplogs kommun i Lappland och ingår i Umeälvens huvudavrinningsområde. Jillebniusa ligger i Laisälven Natura 2000-område.